# Campeonato Pernambucano 1976
In 1976 werd het 62ste Campeonato Pernambucano gespeeld voor voetbalclubs uit de Braziliaanse staat Pernambuco. De competitie werd georganiseerd door de FPF en werd gespeeld van 10 maart tot 1 augustus en werd verdeeld over drie fases. De drie kampioenen plaatsen zich voor de finalegroep. Santa Cruz werd kampioen. 

## Groepsfase

### Eerste fase
| Plaats | Club                  | Wed. | W  | G | V  | Saldo | Ptn. |
| ------ | --------------------- | ---- | -- | - | -- | ----- | ---- |
| 1.     | Sport do Recife       | 14   | 13 | 0 | 1  | 53:9  | 26   |
| 2.     | Santa Cruz            | 14   | 10 | 3 | 1  | 45:5  | 23   |
| 3.     | Náutico               | 14   | 9  | 3 | 2  | 26:4  | 21   |
| 4.     | América               | 14   | 5  | 4 | 5  | 18:18 | 14   |
| 5.     | Central               | 14   | 4  | 3 | 7  | 17:19 | 11   |
| 6.     | Ferroviário do Recife | 14   | 4  | 3 | 7  | 23:26 | 11   |
| 7.     | Íbis                  | 14   | 0  | 3 | 11 | 5:52  | 3    |
| 8.     | Santo Amaro           | 14   | 0  | 3 | 11 | 7:61  | 3    |

|  | Gekwalificeerd voor finale     |
|  | Uitgeschakeld voor tweede fase |

### Tweede fase
| Plaats | Club                  | Wed. | W | G | V | Saldo | Ptn. |
| ------ | --------------------- | ---- | - | - | - | ----- | ---- |
| 1.     | Santa Cruz            | 10   | 9 | 1 | 0 | 21:5  | 19   |
| 2.     | Sport do Recife       | 10   | 5 | 2 | 3 | 16:10 | 12   |
| 3.     | Central               | 10   | 3 | 5 | 2 | 9:7   | 11   |
| 4.     | Náutico               | 10   | 3 | 4 | 3 | 13:9  | 10   |
| 5.     | Ferroviário do Recife | 10   | 1 | 4 | 5 | 5:14  | 6    |
| 6.     | América               | 10   | 0 | 2 | 8 | 2:21  | 2    |

|  | Gekwalificeerd voor finale    |
|  | Uitgeschakeld voor derde fase |

### Derde fase
| Plaats | Club                  | Wed. | W | G | V | Saldo | Ptn. |
| ------ | --------------------- | ---- | - | - | - | ----- | ---- |
| 1.     | Náutico               | 8    | 5 | 3 | 0 | 11:3  | 13   |
| 2.     | Santa Cruz            | 8    | 4 | 3 | 1 | 9:6   | 11   |
| 3.     | Sport do Recife       | 8    | 3 | 3 | 2 | 8:3   | 9    |
| 4.     | Central               | 8    | 1 | 4 | 3 | 7:9   | 6    |
| 5.     | Ferroviário do Recife | 8    | 0 | 1 | 7 | 4:18  | 1    |

|  | Gekwalificeerd voor finale |

## Finalegroep
| Plaats | Club            | Wed. | W | G | V | Saldo | Ptn. |
| ------ | --------------- | ---- | - | - | - | ----- | ---- |
| 1.     | Santa Cruz      | 2    | 2 | 0 | 0 | 4:0   | 4    |
| 2.     | Náutico         | 2    | 1 | 0 | 1 | 1:2   | 2    |
| 3.     | Sport do Recife | 2    | 0 | 0 | 2 | 0:3   | 0    |

## Kampioen
| Campeonato Pernambucano de 1976 |
| Pernambuco                      |
| ------------------------------- |
| SANTA CRUZ Kampioen (15° titel) |